# Paropsia edulis
Paropsia edulis là một loài thực vật có hoa trong họ Lạc tiên. Loài này được Noronha ex Thouars mô tả khoa học đầu tiên năm 1806.